# Marco Antonio Palas
Marco Antonio Palas (1–62) fue un liberto griego, secretario imperial durante los reinados de los emperadores romanos Claudio y Nerón. Su hermano menor fue Marco Antonio Félix, procurador de la provincia de Judea. Según el historiador Tácito, Palas y Felix descendían de los reyes de Arcadia.                     

## Historia
Palas fue esclavo de Antonia la Menor, hija de Marco Antonio y sobrina del emperador César Augusto y tomó el nombre de Marco Antonio cuando fue liberado. Según el historiador Flavio Josefo, Antonia envío a Palas para que entregara al emperador Tiberio pruebas del asesinato de su hijo Druso el Menor por parte del prefecto del pretorio Sejano. Antonia manumitió a Palas entre los años 31 y 37, cuando cumplió los años de servicio requeridos. Durante ese periodo, figura como propiedad de Egipto, posiblemente como recompensa a su servidumbre. Cuando Antonia murió en 37, Palas se convirtió en cliente del hijo de esta, Claudio, ya que era tradición que los clientes fueran herencia dinástica.
Como liberto, Palas alcanzó cargos de gran importancia en el gobierno. Cuando Claudio inició su reinado, el Senado era abiertamente hostil hacia él, lo que le obligó a centralizar el poder. Administrar diariamente el Imperio era demasiado trabajo para un solo hombre, por lo que Claudio dividió la tarea entre sus libertos de confianza, y nombró a Palas secretario del departamento del tesoro. Realizó un trabajo tan eficiente que Cornelio Escipión propuso en el Senado que se le recompensase. Al parecer se aprobó la propuesta, ya que según Plinio el Viejo, Palas se convirtió en uno de los hombres más ricos de Roma. Sin embargo, los historiadores antiguos escriben que nunca malversó fondos públicos. Algunos historiadores alegan que era capaz de manipular al emperador gracias a su privilegiada posición. Cuando su hermano Felix fue llamado a Roma para hacer frente a un juicio por malversación, Palas no pudo evitar que fuera desterrado a pesar de encontrarse en el punto más alto de su carrera. Tampoco pudo impedir que su compañero administrador liberto Cayo Julio Polibio fuera ejecutado por traición.
Durante la segunda mitad del reinado de Claudio, Palas decidió apoyar a Agripina la Menor para que se convirtiera en emperatriz tras la muerte de Mesalina. Tácito señala su deseo de reunir a las familias Julio y Claudia a través del matrimonio para así evitar que en un futuro un marido de Agripina o la propia Agripina pudiera reclamar el trono. No obstante, en general, los antiguos historiadores afirman que la verdadera razón de su elección fue que Palas y Agripina fueron amantes. Los historiadores modernos afirman por el contrario que su relación fue estrictamente profesional y que se ayudaron mutuamente en sus objetivos comunes. La influencia de Palas sobre Agripina era conocida, sin embargo, siguió asesorando a Claudio en los asuntos de estado. Declaró que si un esclavo se casaba con una mujer libre, el esclavo pasaría a ser liberto si el dueño aprobaba el matrimonio.
Cuando el hijo de Agripina, Nerón, sucedió en el trono a Claudio tras su muerte, Palas mantuvo su puesto en la tesorería durante una corta época. Se sugiere que asistió a Agripina en el asesinato de Claudio, creyendo que así quedaba garantizada su seguridad. Sin embargo, en 55, Nerón despidió de su servicio a Palas con el objetivo de librarse de todos los aliados de su madre. Palas fue además acusado de conspirar contra Nerón junto a Fausto Sila, el marido de la hija de Claudio, Antonia. Séneca representó en el juicio a Palas y gracias a él fue absuelto. Sin embargo, el ex-liberto imperial fue asesinado por órdenes de Nerón en 62, con el objetivo de acceder a parte de su fortuna. Uno de los descendientes de Palas se convirtió en cónsul en 167.